# Mario Peña
Mario Ernesto Peña (Salta, 15 de febrero de 1976) es un político especialista en turismo y hotelería que se desempeña como Ministro de Turismo y Deporte de la Provincia de Salta durante el gobierno de Gustavo Sáenz.

## Biografía
Mario Ernesto Peña nació el 15 de febrero de 1976 en la Ciudad de Salta, es hijo del periodista salteño Mario Ernesto Peña, tocayo suyo. Estudió Turismo y hotelería en la Universidad del Norte Santo Tomás de Aquino.
Fue presidente de la Cámara de Turismo de Salta y de la Federación de Cámaras de Turismo de la Argentina. En el ámbito privado, llevó adelante emprendimientos con la hotelería y vitivinicultura en los Valles Calchaquíes. La gestión de Peña como directivo empresarial se caracterizó por impulsar el desarrollo y la promoción de la actividad turística en Salta y por contribuir a la consolidación del posicionamiento del Norte Argentino como destino.
En 2017, se precandidatea a diputado provincial por el Departamento de la Capital por el Partido del Trabajo y la Equidad, pero los resultados obtenidos no le alcanzaron para ser habilitado de cara a las elecciones generales. Obtuvo un total de 2.744 votos y sería el tercer precandidato menos votado en la categoría.
Ese mismo año, el intendente de la capital, Gustavo Sáenz, lo convoca para ser parte de su equipo de trabajo en el municipio, ofreciéndole el cargo de Secretario de Turismo, reemplazando así a Pablo López que tenía problemas con un sindicato del rubro.
El 22 de octubre de 2019 Peña renuncia como secretario de turismo para dedicarse de lleno a la campaña política, diferenciándose así de otros políticos que pedían licencia en lugar de renunciar, sería sucedido en el cargo por Alejandro Cha Usandivaras. Mario sería precandidato por el partido Primero Salta que presidía Ricardo Villada a diputado provincial nuevamente por el Departamento de la Capital y en esta ocasión superaría el piso requerido para participar de las generales. El hijo del periodista radial lograría un total de 12.594 votos que le permitieron superar la barra eliminatoria del 1,5% de los votos válidos. En las elecciones generales Peña incrementaría la cantidad de vecinos que lo votaron pero no le alcanzaría para ser proclamado como diputado provincial.
De todas maneras, el electo gobernador de la Provincia de Salta, Gustavo Sáenz, lo convocaría para ser parte de su gabinete. Peña juraría el 10 de diciembre de 2019 como ministro de turismo y deportes.
En el marco de la Pandemia de Covid-19, Peña fue noticia por una supuesta infección de coronavirus que luego del hisopado correspondiente dio negativo al virus chino pero positivo a dengue. También fue noticia por un supuesto choque de intereses ya que se estipuló desde el gobierno provincial que las personas que debían aislarse en la Ciudad de Cafayate lo debían hacer en un hotel que pertenecía a la familia de Peña.